# René Auberjonois
René Marie Murat Auberjonois (New York, 1º giugno 1940 – Los Angeles, 8 dicembre 2019) è stato un attore e doppiatore statunitense.
È celebre soprattutto per aver interpretato i personaggi di Clayton Endicott III nello show televisivo Benson, di Odo nella serie televisiva di fantascienza Star Trek: Deep Space Nine e l'avvocato Paul Lewinston nella serie televisiva Boston Legal. È discendente diretto, per parte di madre, di Gioacchino Murat e Carolina Bonaparte.

## Biografia
La madre di René Auberjonois era la principessa Laure Louise Murat (1913-1986), il cui trisnonno paterno era Gioacchino Murat, re di Napoli, sposato con Carolina Bonaparte, sorella dell'imperatore Napoleone Bonaparte. Suo padre, Fernand Auberjonois (1910-2004) fu un giornalista e suo nonno, René Auberjonois, un pittore post-impressionista svizzero.
Sua nonna materna Hélène Macdonald Stallo (1893-1932) era statunitense, originaria di Cincinnati, Ohio; la sua bisnonna da parte di madre era una nobildonna russa, Eudoxia Michailovna Somova (1850-1924), mentre la nonna della nonna da parte di madre, Caroline Georgina Fraser (1810-1879), moglie del principe Napoleone Luciano Carlo Murat, era statunitense di Charleston, in Carolina del Sud.
Auberjonois aveva una sorella, un fratello e due sorellastre dal primo matrimonio della madre. La sua famiglia si trasferì a Parigi dopo la seconda guerra mondiale e fu in Francia che maturò la passione per la carriera di attore.
Dopo qualche anno in Francia, la sua famiglia tornò negli Stati Uniti e si aggregò alla comunità di artisti di South Mountain Road a Rockland County, nello stato di New York, tra i quali figuravano Burgess Meredith, John Houseman, e Lotte Lenya. In particolare, uno dei contatti più influenti avuti da Auberjonois durante il periodo in cui si trasferì negli Stati Uniti fu proprio John Houseman, che gli diede il suo primo lavoro come apprendista a teatro a 16 anni. Auberjonois ha dichiarato in un'intervista del 1993 che Houseman è la persona che più ha influenzato la sua carriera.
Gli Auberjonois vissero anche a Londra dove Auberjonois finì le scuole superiori, studiando al contempo recitazione. In seguito si iscrisse al Carnegie Institute of Technology (oggi Carnegie Mellon University) dove si laureò nel 1962.
Il 19 ottobre 1963 René Auberjonois sposò Judith Mihalyi, dalla quale ha avuto due figli.
Tra i tanti ruoli cinematografici,  interpretò Padre John Patrick nella versione cinematografica di M*A*S*H (1970), Bob in Images (1972), il vampiro "buono" Modoc in La brillante carriera di un giovane vampiro (1987), il colonnello West in Star Trek VI: Rotta verso l'ignoto (1991), il gangster Tony in Scuola di polizia 5 - Destinazione Miami (1988), il reverendo Oliver in Il patriota (2000). Sua la voce del cuoco Louis in La sirenetta (1989).
È morto l'8 dicembre 2019 nella sua casa di Los Angeles a seguito di un tumore ai polmoni.

## Albero genealogico
|                                            |                      |                               | Genitori                                        |  |  | Nonni |  |  | Bisnonni |  |  | Trisnonni |  |
|                                            |                      |                               |                                                 |  |  |       |  |  | …        |  |  | …         |  |
|                                            |                      |                               |                                                 |  |  |       |  |  | …        |  |  | …         |  |
|                                            |                      | …                             |                                                 |  |  |       |  |  | …        |  |  |           |  |
| René Victor Auberjonois                    |                      |                               |                                                 |  |  |       |  |  | …        |  |  |           |  |
|                                            |                      | …                             | …                                               |  |  |       |  |  |          |  |  |           |  |
|                                            |                      | …                             | …                                               |  |  |       |  |  |          |  |  |           |  |
|                                            |                      | …                             | …                                               |  |  |       |  |  |          |  |  |           |  |
| Fernand Auberjonois                        |                      | …                             |                                                 |  |  |       |  |  |          |  |  |           |  |
|                                            |                      | …                             | …                                               |  |  |       |  |  |          |  |  |           |  |
|                                            |                      | …                             | …                                               |  |  |       |  |  |          |  |  |           |  |
|                                            |                      | …                             | …                                               |  |  |       |  |  |          |  |  |           |  |
| Augusta Grenier                            |                      | …                             |                                                 |  |  |       |  |  |          |  |  |           |  |
|                                            |                      | …                             | …                                               |  |  |       |  |  |          |  |  |           |  |
|                                            |                      | …                             | …                                               |  |  |       |  |  |          |  |  |           |  |
|                                            |                      | …                             | …                                               |  |  |       |  |  |          |  |  |           |  |
| René Murat Auberjonois                     |                      | …                             |                                                 |  |  |       |  |  |          |  |  |           |  |
|                                            | Louis Napoléon Murat | Napoleone Luciano Carlo Murat |                                                 |  |  |       |  |  |          |  |  |           |  |
|                                            | Louis Napoléon Murat | Napoleone Luciano Carlo Murat |                                                 |  |  |       |  |  |          |  |  |           |  |
|                                            | Louis Napoléon Murat | Caroline Georgina Fraser      |                                                 |  |  |       |  |  |          |  |  |           |  |
| Michel Charles Anne Joachim Napoléon Murat | Louis Napoléon Murat |                               |                                                 |  |  |       |  |  |          |  |  |           |  |
|                                            |                      | Eudoxia Michailovna Somova    | Michail Alexandrovitch Somov                    |  |  |       |  |  |          |  |  |           |  |
|                                            |                      | Eudoxia Michailovna Somova    | Michail Alexandrovitch Somov                    |  |  |       |  |  |          |  |  |           |  |
|                                            |                      | Eudoxia Michailovna Somova    | Principessa Maria Pavlovna Shirinsky-Shikhmatov |  |  |       |  |  |          |  |  |           |  |
| Laure Napoléone Eugénie Caroline Murat     |                      | Eudoxia Michailovna Somova    |                                                 |  |  |       |  |  |          |  |  |           |  |
|                                            |                      | …                             | …                                               |  |  |       |  |  |          |  |  |           |  |
|                                            |                      | …                             | …                                               |  |  |       |  |  |          |  |  |           |  |
|                                            |                      | …                             | …                                               |  |  |       |  |  |          |  |  |           |  |
| Hélène Macdonald Stallo                    |                      | …                             |                                                 |  |  |       |  |  |          |  |  |           |  |
|                                            |                      | …                             | …                                               |  |  |       |  |  |          |  |  |           |  |
|                                            |                      | …                             | …                                               |  |  |       |  |  |          |  |  |           |  |
|                                            |                      | …                             | …                                               |  |  |       |  |  |          |  |  |           |  |
|                                            |                      | …                             |                                                 |  |  |       |  |  |          |  |  |           |  |

## Filmografia parziale

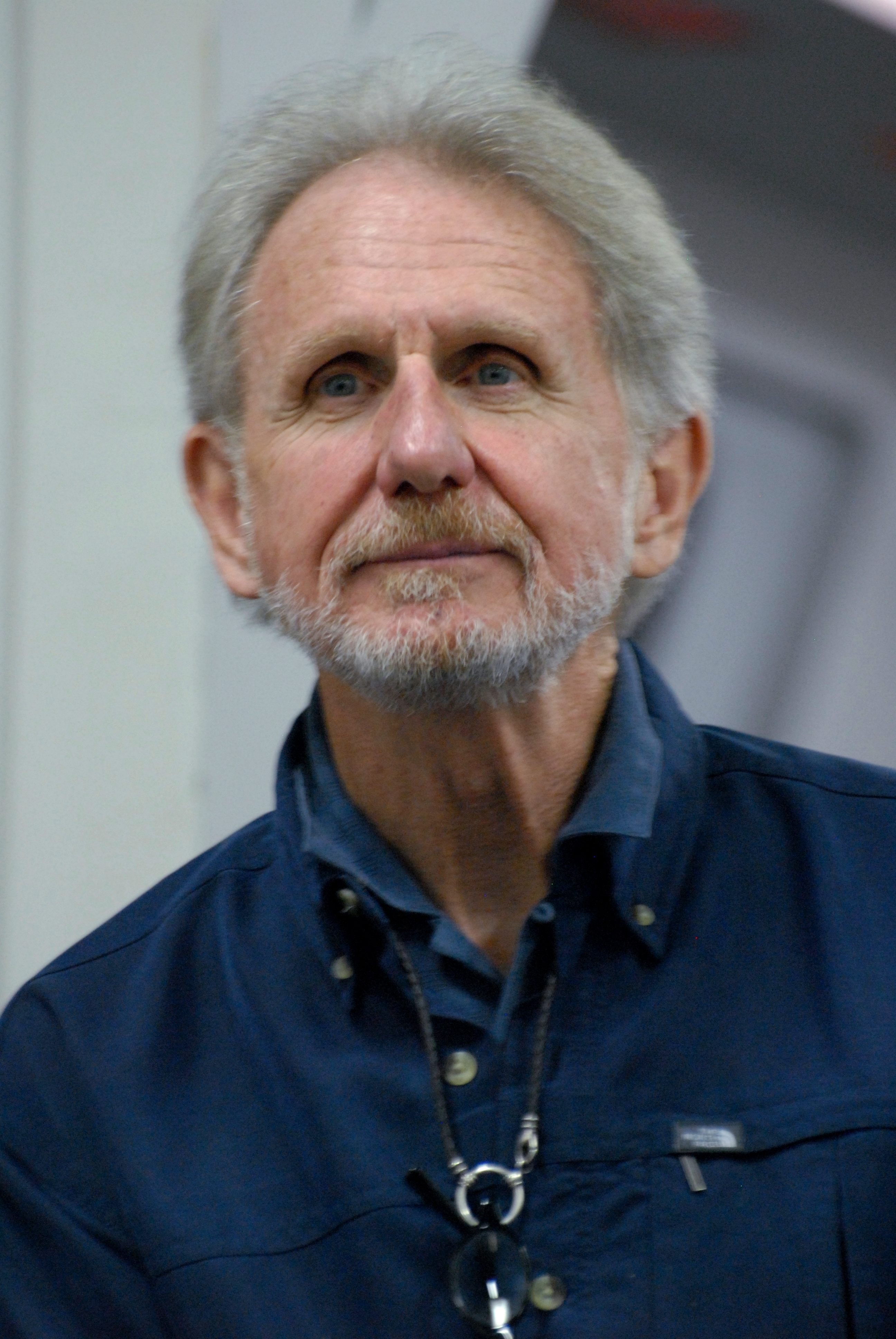
René Auberjonois a Bologna nel 2004

### Attore

#### Cinema
- Lilith - La dea dell'amore (Lilith), regia di Robert Rossen (1964)
- M*A*S*H, regia di Robert Altman (1970)
- Anche gli uccelli uccidono (Brewster McCloud), regia di Robert Altman (1970)
- I compari (McCabe & Mrs. Miller), regia di Robert Altman (1971)
- Un marito per Tillie (Pete 'n' Tillie), regia di Martin Ritt (1972)
- Images, regia di Robert Altman (1972)
- Hindenburg (The Hindenburg), regia di Robert Wise (1975)
- Il fantabus (The Big Bus), regia di James Frawley (1976)
- King Kong, regia di John Guillermin (1976)
- Occhi di Laura Mars (Eyes of Laura Mars), regia di Irvin Kershner (1978)
- The Wild Wild West Revisited, regia di Burt Kennedy (1979)
- Where the Buffalo Roam, regia di Art Linson (1980)
- The Kid from Nowhere, regia di Beau Bridges (1982)
- Teenage Tease, regia di Richard Erdman (1983)
- Walker - Una storia vera (Walker), regia di Alex Cox (1987)
- La brillante carriera di un giovane vampiro (My Best Friend Is a Vampire), regia di Jimmy Huston (1988)
- Scuola di polizia 5 - Destinazione Miami (Police Academy 5: Assignment: Miami Beach), regia di Alan Myerson (1988)
- Longarm - La pistola più veloce del West (Longarm), regia di Virgil W. Vogel (1988)
- The Feud, regia di Bill D'Elia (1990)
- Rotta verso l'ignoto (Star Trek VI: The Undiscovered Country), regia di Nicholas Meyer (1991)
- The Sands of Time, regia di Gary Nelson (1992)
- Ned Blessing: The True Story of My Life, regia di Peter Werner (1992)
- Batman Forever, regia di Joel Schumacher (1995)
- Posse II - La banda dei folli (Los Locos), regia di Jean-Marc Vallée (1997)
- Snide and Prejudice, regia di Philippe Mora (1997)
- L'Ispettore Gadget (Inspector Gadget), regia di David Kellogg (1999)
- Il patriota (The Patriot), regia di Roland Emmerich (2000)
- Geppetto, regia di Tom Moore (2000)
- We All Fall Down, regia di Martin Cummins (2000)
- Burning Down the House, regia di Philippe Mora (2001)
- Eulogy, regia di Michael Clancy (2004)
- The Captains, regia di William Shatner – documentario (2011)
- Certain Women, regia di Kelly Reichardt (2016)
- First Cow, regia di Kelly Reichardt (2019)

#### Televisione
- The Birdmen, regia di Philip Leacock – film TV (1971)
- Incident at Vichy, regia di Stacy Keach – film TV (1973)
- Shirts/Skins, regia di William A. Graham – film TV (1973)
- Ellery Queen – serie TV, episodio 1x07 (1975)
- I Jefferson (The Jeffersons) – serie TV, un episodio (1975)
- Il duello (Panache), regia di Gary Nelson – film TV (1976)
- Charlie's Angels – serie TV, episodi 1x11-4x10 (1976-1979)
- The Rhinemann Exchange, regia di Burt Kennedy – miniserie TV (1977)
- La casa (The Dark Secret of Harvest Home), regia di Leo Penn – miniserie TV (1978)
- La donna bionica (The Bionic Woman) – serie TV, 1 episodio (1979)
- CBS Library – serie TV, episodio 1x01 (1979)
- Cuore e batticuore (Hart to Hart) – serie TV, episodio 1x08 (1979)
- More Wild Wild West, regia di Burt Kennedy – film TV (1980)
- Reilly, l'asso delle spie (Reilly: Ace of Spies), regia di Martin Campbell e Jim Goddard – miniserie TV (1983)
- Benson – serie TV, 134 episodi (1980-1986)
- A Smoky Mountain Christmas, regia di Henry Winkler – film TV (1986)
- La stella di Natale (The Christmas Star) – regia di Alan Shapiro – film TV (1986)
- La signora in giallo (Murder, She Wrote) – serie TV, episodi 3x14-4x15 (1987-1988)
- A Connecticut Yankee in King Arthur's Court, regia di Mel Damski – film TV (1989)
- Ashenden – miniserie TV (1991)
- Absolute Strangers, regia di Gilbert Cates – film TV (1991)
- Wild Card, regia di Mel Damski – film TV (1992)
- Lucky Luke – serie TV, episodio 1x05 (1993)
- Marsupilami – serie animata, episodi 1x02-1x04-1x13 (1994) – voce
- Star Trek: Deep Space Nine – serie TV, 173 episodi (1993-1999) – Odo
- Sally Hemings: An American Scandal, regia di Charles Haid – film TV (2000)
- Stargate SG-1 – serie TV, episodio 4x02 (2000) – Alar
- Star Trek: Enterprise – serie TV, episodio 1x19 (2002)
- Boston Legal – serie TV, 71 episodi (2004-2007)
- C'è sempre il sole a Philadelphia (It's Always Sunny in Philadelphia) – serie TV, un episodio (2010)
- Criminal Minds – serie TV, episodio 7x09 (2011)
- Grey's Anatomy – serie TV, episodio 8x19 (2012)
- NCIS - Unità anticrimine (NCIS) – serie TV, episodio 10x03 (2012)
- Warehouse 13 – serie TV, 4 episodi (2009-2014)
- The Good Wife – serie TV, un episodio (2013)

### Doppiatore

#### Cinema
- L'ultimo unicorno (The Last Unicorn), regia di Jules Bass e Arthur Rankin Jr. (1982)
- Piccolo Nemo - Avventure nel mondo dei sogni (Little Nemo: Adventures in Slumberland), regia di Masami Hata e William T. Hurtz (1989)
- La sirenetta (The Little Mermaid), regia di Ron Clements e John Musker (1989)
- The Ballad of Little Jo, regia di Maggie Greenwald (1993)
- Cats Don't Dance, regia di Mark Dindal (1997)
- An American Tail: The Treasure of Manhattan Island, regia di Larry Latham (1998)
- La sirenetta II - Ritorno agli abissi (The Little Mermaid II: Return to the Sea), regia di Jim Kammerud e Brian Smith (2000)
- Giuseppe - Il re dei sogni (Joseph: King of Dreams), regia di Rob LaDuca e Robert C. Ramirez (2000)
- Pretty Princess (The Princess Diaries), regia di Garry Marshall (2001)
- Tarzan & Jane, regia di Victor Cook e Steve Loter (2002)
- La ricompensa del gatto (Neko no ongaeshi), regia di Hiroyuki Morita (2002)
- Geppetto's Secret, regia di Mark Schimmel (2005)

#### Televisione
- I Puffi (The Smurfs) – serie TV (1981)
- Gli Snorky (The Snorks) – serie TV (1984)
- SuperFriends: The Legenary Super Powers Show – serie TV, episodio 1x06 (1984)
- GoBots (Challenge of the GoBots) – serie TV, episodio 1x05 (1984)
- It's Punky Brewster – serie TV (1985)
- Wildfire – serie TV, 6 episodi (1986)
- The Super Powers Team: Galactic Guardians – serie TV, 6 episodi (1986)
- Billy the Kid – serie TV (1989)
- I pirati dell'acqua nera (The Pirates of Dark Water) – serie TV, 16 episodi (1991-1993)
- Mighty Max – serie TV, 3 episodi (1993)
- Aladdin – serie TV, episodi 1x05-1x44-1x48 (1994)
- Richie Rich – serie TV (1996)
- Bruno the Kid – serie TV (1996)
- The Savage Dragon – serie TV (1996)
- Xyber 9: New Dawn – serie TV (1999)
- House of Mouse - Il Topoclub – serie TV, 1 episodio (2002)
- La leggenda di Tarzan (The Legend of Tarzan) – serie TV, 11 episodi (2001-2003)
- Xiaolin Showdown – serie TV, 13 episodi (2003-2004)
- Family Guy Presents: Stewie Griffin - The Untold Story – serie TV (2005) - Odo

#### Videogiochi
- Fallout: New Vegas (2010)
- Star Trek Online (2010) - Odo
- Uncharted 2: Il covo dei ladri (2009)
- Legacy of Kain: Defiance (2003)
- Command & Conquer: Renegade (2002)
- New Legends (2002)
- Blood Omen 2: Legacy of Kain (2002)
- Legacy of Kain: Soul Reaver 2 (2001)
- Star Trek: Deep Space Nine - The Fallen (2000) - Odo
- Gabriel Knight 3: Il mistero di Rennes-le-Château (Gabriel Knight 3: Blood of the Sacred, Blood of the Damned, 1999)
- Star Trek: Deep Space Nine - Harbinger (1996) - Odo

### Regista
- Tutti per uno (Marblehead Manor) – serie TV, episodi 1x06-1x23 (1987-1988)
- Star Trek: Deep Space Nine – serie TV, 8 episodi (1995-1999)

## Discografia parziale

### Audiolibri
- 1994 - Fallen Heroes (Simon and Schuster Audioworks)
- 1995 - The Cricket in Times Square (Listening Library)
- 1995 - Warped (Simon and Schuster Audioworks)
- 2002 - The Rise and Fall of Khan Noonien Singh, Volume Two (Simon and Schuster Audioworks)

## Riconoscimenti (parziale)
- Emmy Award
  - 1984 - Candidatura come Miglior attore non protagonista in una serie commedia per Benson
  - 2001 - Candidatura come Miglior attore ospite in una serie drammatica per The Practice
  - 2006 - Candidatura come Perfetta performance in una serie commedia per Boston Legal

## Doppiatori italiani
Nelle versioni in italiano delle opere in cui ha recitato, René Auberjonois è stato doppiato da:
- Cesare Barbetti in M*A*S*H, Hindenburg, Charlie's Angels (ep. 1x11)
- Oliviero Dinelli in Star Trek: Deep Space Nine (st. 4-7), Star Trek Enterprise, Warehouse 13
- Mino Caprio in C'è sempre il sole a Philadelphia, Grey's Anatomy
- Sergio Di Giulio in Criminal Minds, The Good Wife
- Pino Locchi in Images
- Riccardo Cucciolla in King Kong
- Renato Cortesi in Occhi di Laura Mars
- Gianni Marzocchi in Starsky & Hutch
- Massimo Giuliani in Charlie's Angels (ep. 4x09)
- Dario Penne ne La signora in giallo (ep. 3x14)
- Romano Malaspina ne La signora in giallo (ep. 4x15)
- Oreste Rizzini in Scuola di polizia 5 - Destinazione Miami
- Guido Cerniglia in Star Trek: Deep Space Nine (st. 1-3)
- Pino Insegno in Geppetto
- Manlio De Angelis in Boston Legal
- Carlo Reali in NCIS - Unità anticrimine
- Ambrogio Colombo in Certain Women
- Luca Intoppa in Rotta verso l'ignoto (solo nelle scene aggiunte per l'edizione estesa)
- Antonio Sanna in Occhi di Laura Mars (ridoppiaggio)

Da doppiatore è sostituito da:
- Vittorio Amandola ne La sirenetta, La sirenetta II: ritorno agli abissi
- Nino Scardina ne L'ultimo unicorno
- Mario Scarabelli in Pound Puppies
- Mino Caprio in Fallout: New Vegas
- Sergio Fiorentini ne Gli Snorky (1ª voce)
- Carlo Reali ne Gli Snorky (2ª voce)
- Piero Tiberi ne Gli Snorky (3ª voce)
- Paolo Lombardi in Giuseppe - Il re dei sogni
- Donato Sbodio in Xiaolin Showdown